# Hyundai Motor Group
Hyundai Motor Group (현대자동차 그룹) eller Hyundai Kia Automotive Group er et sydkoreansk multinational virksomhedskonglomerat med hovedsæde i Seoul. Konglomeratet er Sydkoreas største bilfabrikant, den næststørste i Asien (efter Toyota) og verdens fjerdestørste efter Toyota, General Motors og Volkswagen ved udgangen af 2018. Koncernen blev skabt ved at Hyundai Motor Company i 1998 opkøbte 51 % af aktierne i Kia Motors. Pr. 2. juli 2011 ejer Hyundai 49,2 %  af Kia Motors.
Hyundai Kia Automotive Group benyttes også som betegnelse for gruppen af beslægtede selskaber, der er forbundet gennem komplekse aktiebesiddelser. Det er Sydkoreas næststørste Chaebol eller konglomerat efter Samsung. Hyundai Kia motors er per 2023 blandt verdens tre største producenter af biler.

## Selskaber

### Biler
- Hyundai
- Kia

### Andre selskaber
- Bildele: Hyundai Mobis, Kefico, Dymos, Hyundai Powertech, Wia, Bontech, Wisco, Hyundai Enercell, Hyundai Oil Bank, Eco Energy
- Stål: Hyundai Steel, Hyundai Hysco, BNG Steel
- Skinnekøretøjer: ROTEM
- Teknisk udvikling: NGV
- Logistik: GLOVIS
- Informationsteknologi: Autoever Systems, e-HD.com
- Banker og forsikring: Hyundai Capital, Hyundai Card, Hyundai Marine & Fire Insurance
- Konstruktion: AMCO

### Sponsorater
- Golf: Jeju Dynasty
- Sportsmarketing: Kia Tigers Baseball Team, Mobis Automons Basketball Team, Hyundai Capital Handball Team, Hyundai Motors Football Team